# Мехия, Матео
Хосе́ Мате́о Мехи́я Пьедраи́та (исп. José Mateo Mejía Piedrahita; род. 21 марта 2003, Сарагоса, Арагон) — колумбийский футболист, нападающий клуба «Севилья».

## Клубная карьера
Мехиа — воспитанник клубов «Сарагоса» и английского «Манчестер Юнайтед». В 2024 году игрок подписал контракт с «Севильей», где начал выступать за дублирующий состав. 29 сентября в матче против «Атлетик Бильбао» он дебютировал в Ла Лиге.